# How to Break a Dragon's Heart
 How to Break a Dragon's Heart  (no Brasil,  Como Partir o Coração de um Dragão ) é o oitavo livro da série Como Treinar Seu Dragão, escrita e ilustrada pela autora bestseller Cressida Cowel. Foi lançado no Reino Unido em 10 de agosto de 2009 pela Editora Hodder Children's Books e no Brasil em agosto de 2012 pela Editora Intrínseca.

## Sinopse
Soluço Spantosicus Strondus III foi um extraordinário Herói Viquingue. Chefe guerreiro, mestre no combate com espadas e naturalista amador, era conhecido por todo o território viquingue como "O encantador de dragões", devido ao poder que exercia sobre as terríveis feras.
Em Como partir o coração de um dragão, a nova aventura da série Como treinar o seu dragão, Soluço está bastante ocupado: tem que conseguir completar a Tarefa Impossível, derrotar os Berserks, salvar Perna-de-peixe de virar comida de monstro e, ainda por cima, descobrir o secretíssimo segredo do Trono Perdido. Parece muita coisa? Não para Soluço; afinal, é para isso que servem os heróis, não é?  

## Enredo
Os Hooligans, enquanto procura por Camicazi (que tinha naufragado durante uma tempestade) no arquipélago oriental (um trecho perigoso na Arquipélago Barbárico), batem acidentalmente seu navio em uma rocha, o navio afunda nas águas rasas da Praia do Coração Partido, uma praia assombrada pertencente a piratas malvados chamados Criminosos Feiosos, forçando os Hooligans a acampar lá. Na praia, eles encontram um misterioso objeto, e eles descobrem que é um trono pertencente ao Hooligans, pois o escudo de armas Hooligan está nele.
No meio da noite, o líder dos Criminosos Feiosos, Oso, o Criminoso Feioso e os seus homens, descobrem os Hooligans e acorda-os. Oso diz que ele não quer matá-los, mas quer conversar com eles sobre um evento estranho: um Hooligan tem enviado cartas de amor para a filha de Oso, Pirracenta Fei Osona, e explica que se a pessoa é de sangue real, a pessoa pode pedir a mão de Pirracenta em casamento se ela conseguir concluir uma Tarefa Impossível, se não, a pessoa será morta. Soluço percebe que foi Perna-de-Peixe quem mandou as cartas, e salva a vida Perna-de-Peixe dizendo a Oso que foi ele que as escreveu. Oso, em seguida, diz-lhe a Tarefa Impossível: trazer-lhes um barril do hidromel feito a partir do mel feito pelas abelhas da Ilha Berserk, uma ilha habitada por guerreiros loucos que gostam de dar pessoas vivas como alimento a um dragão conhecido como "a Fera". Oso então diz a Soluço que ele deve estar de volta no castelo de Oso no dia do Solstício de Verão, às cinco horas da manhã, com cinco potes de mel Berserk.
De volta a Berk, Stoico convence os outros Hooligans a ajudar Soluço a recolher o mel. Enquanto isso, Perna-de-Peixe percebe que ele próprio é um Berserk, pois ele tinha sido atirado ao mar em um cesto de lagostas tinha sido adotado pelos Hooligans, e como tinha tendências berserkers, acha que os outros bersekeres não o machucariam, e decide ir a Ilha Berserk por si mesmo. Soluço e Banguela o seguem com Caminhante do Vento.
Em Berserk, Perna-de-Peixe recolhe com sucesso os cinco potes de mel, mas é capturado pelos Berserkers junto com Soluço. Na Vila Berserk, Soluço e Perna-de-Peixe conhecem os outros noivos de Pirracenta, sendo um deles Fabuloso Figurão, o Herói. Todos eles devem ser dados "a Fera" no final da tarde. Soluço percebe que o chef francês do Líder Berserk é na verdade Alvin, o Traiçoeiro. Alvin explica que, quando foi engolido pelo Dragão de Fogo, ele tinha usado sua espada para abrir o estômago do dragão Exterminador no qual ele estava montado (pois há muito gás do riso no estômago dos dragões). O dragão de fog Dragão de Fogo o explodiu em gargalhadas, e Alvin flutuou em uma bolha formada do gás do estômago do dragão, que mais tarde foi abatida por um Berserk. Alvin, em seguida, caiu do céu Líder Berserk poupou sua vida por ele concordar em se tornar novo chef de cozinha do líder. Soluço diz a Alvin que ele pode ajudá-lo a escapar da ilha se ele mostrar-lhe onde Camicazi está presa. Alvin concorda, mas enquanto eles estão na floresta, ele empurra Soluço em uma cela dentro de uma árvore, onde ele encontra uma bruxa que se apresenta como Hogtrude, a qual Soluço se apresenta como Perna-de-Peixe, que o ajuda a retirar da barriga de Banguela alguns objetos que o dragão havia engolindo. A bruxa em seguida desconfia que Soluço lhe deu um nome falso, e Soluço desconfia que o nome que a bruxa lhe deu também é falso. A bruxa decide contar-lhe uma história e no final da história, ambos terão que adivinhar os nomes um do outro e quem acerta poderá matar o outro.
A bruxa, então, conta a Soluço como Barbadura, o Terrível, o último Rei do Oeste Mais Selvagem, aquele que governava todo o Arquipelago Barbárico. Barbadura teve três filhos, Coração-de-vilão, Cabeça-de-bagre e Soluço Spantosicus Strondus II. Barbadura tentou matar o segundo Soluço, deixando-o na montanha, perturbando sua esposa, que o amaldiçoou e passou o resto da vida buscando por seu filho. Enquanto isso, o segundo Soluço foi adotado por dragões Crudelis e aprendeu a falar dragonês, mas foi encontrado por Hooligans, e ele e seu irmão dragão, um Dragonusmarinhos Gigantescus Maximus chamado Furioso, foram viver com Barbadura. Um dia, Soluço tentou fazer uma petição cos dragões para exigir liberdade deles. No entanto, Coração-de-vilão engana Barbadura ao fazê-lo pensar que era um ataque e Barbadura mata Soluço Segundo, mas logo ele percebe que ele só queria uma petição pacífica, e lamenta suas ações. Ele vence os dragões e captura Furioso, que estava cheio de ódio pelos humanos ao perder seu irmão e o deixa na Ilha Berserk. Barbadura amaldiçoa o Trono do Oeste Mais Selvagem e o joga no mar; enterra seus tesouros na caverna mais profunda que encontra e manda o resto do seu povo para a Ilha de Berk, com seu filho Cabeça-de-Bagre como líder. Segundo uma profecia, só um herdeiro de Barbadura poderia recuperar o trono e ser o novo Rei do Oeste mais Selvagem, o que pode se referir a Alvin, que é descendente de Coração-de-vilão, ou a Soluço, que é descendente de Cabeça-de-bagre. A bruxa adivinha nome correto de Soluço, Soluço adivinha que a bruxa é mãe de Alvin, o Traiçoeiro, estando ambos correto. Soluço então foge, usando a chave dos Histéricos que estava na barriga de Banguela para abrir a porta da cela e resgatar Camicazi e eles retornam para a aldeia Berserk. Soluço volta para sua jaula, quando a hora de alimentar "a Fera" começa. Alvin, que surpreendeu-se por Soluço voltar, escolhe Soluço para alimentar "a Fera" primeiro. Soluço percebe que "a Fera" é, na verdade, o dragão Furioso. Depois de perceber que Soluço é um descendente do menino que amava, ele faz um juramento com Soluço pela sua vida, e Soluço o liberta. O juramento foi que Furioso ajudará a libertar os prisioneiros na ilha e nunca vai prejudicar os seres humanos. Soluço percebe que a chave que ele tem pode liberar Furioso e libertar os noivos e causar o caos na aldeia. Furioso, no entanto, em seguida, revela que ele tem apenas metade de um coração; portanto, ele pode obedecer a uma parte do juramento e ignorar a outra (Furioso pegou a primeira parte, obviamente). Ele põe fogo nas madeiras Berserk e diz a Soluço que um ano depois que ele sair do Arquipélago, ele deve retornar para destruir os seres humanos, juntamente com um exército de dragões. Soluço, Camicazi, Perna-de-Peixe, Banguela, Caminhante do Vendo e Bexiguento (o dragão de montaria de Perna-de-Peixe) retornam para Berk com o mel.
Enquanto isso, Fabuloso trazer seus cinco potes de mel para o quarto de Oso e foge em sua lua de mel com Pirracenta, porque Fabuloso tinha sido o único que ela tinha amado.
No epílogo, Soluço nos diz que às vezes sonha que ele é a mãe do segundo Soluço, que está sempre buscando seu filho perdido, e o vê montado em um dragão, prometendo que vai voltar.

## Capítulos
Segue uma lista com o nome dos capítulos do livro em português do Brasil conforme a tradução da Editora Intrínseca.
| Cap. |  | Brasil                                                  |
| ---- |  | ------------------------------------------------------- |
| 1    |  | A criança perdida                                       |
| 2    |  | A coisa na praia                                        |
| 3    |  | Definitivamente um lugar NADA perfeito para acampar     |
| 4    |  | Chá com Oso, o Criminoso Feioso                         |
| 5    |  | O décimo segundo noivo de Pirracenta Fei Osona”         |
| 6    |  | Completamente sozinha                                   |
| 7    |  | Vou me casar pela manhã                                 |
| 8    |  | Quem são os pais de Perna-de-Peixe?                     |
| 9    |  | Aterradores                                             |
| 10   |  | Alguém conhece este cesto de lagosta?                   |
| 11   |  | O noivo-antes-do-noivo-antes-do-último                  |
| 12   |  | Alphonse, o talentoso-porém-sentimental chef francês    |
| 13   |  | Na escuridão                                            |
| 14   |  | O Trono Perdido do Oeste Mais Selvagem                  |
| 15   |  | "Um muito obrigado à Tribo Histérica                    |
| 16   |  | A Cerimônia da Calada da Noite                          |
| 17   |  | A Fera                                                  |
| 18   |  | Morte de Herói                                          |
| 19   |  | Um desdobramento inesperado                             |
| 20   |  | A noite tinha sido mesmo MUITO ruim                     |
| 21   |  | Uma grande surpresa par Alvin                           |
| 22   |  | As crianças são encontradas                             |
| 23   |  | Como Oso, o Criminoso Feioso, finalmente perdeu a filha |